# اریک مایر (بازیکن فوتبال)
اریک مایر (انگلیسی: Erich Meier; ۳۰ مارس ۱۹۳۵ – ۸ فوریهٔ ۲۰۱۰) بازیکن فوتبال اهل آلمان بود.
از باشگاه‌هایی که در آن بازی کرده‌است می‌توان به باشگاه فوتبال آینتراخت فرانکفورت، باشگاه فوتبال کایزرسلاوترن، و باشگاه فوتبال آزد آلکمار اشاره کرد.